# Rincón Verde
Rincón Verde är en ort i Mexiko, tillhörande kommunen Naucalpan de Juárez i delstaten Mexiko. Rincón Verde ligger i den centrala delen av landet och tillhör Mexico Citys storstadsområde. Orten hade 1 204 invånare vid folkmätningen 2010. 2020 hade befolkningen ökat till 3 462 personer.